# Charles Richardson
Charles Leslie Richardson (11 agosto 1908 – 7 febbraio 1994) è stato un generale britannico del British Army.

## Biografia
Educato alla scuola di San Ronan e al Clare College, Richardson fu inserito tra i Royal Engineers nel 1928. Nella Seconda guerra mondiale prestò servizio come ufficiale generale dello staff nei quartieri generali addetti ai piani strategici ell'Eighth Army a partire dal 1942.
Richardson giocò un ruolo notevole ad El Alamein e in particolare pianificò l'operazione chiamata, in codice, operazione Bertram. Fu deputato capo dello staff della United States Army North dal 1943 e vicebrigadiere del gruppo della 21ª armata dal 1944.
Dopo la guerra lui fu a Berlino con la British Control Commission dal 1945 al 1946 e poi con la British Army of the Rhine (BAOR) dal 1947 al 1948. Lui diresse molte riunione dello staff nel Regno Unito e in Egitto fra il 1949 e il 1952.
Lui fu nominato comandante del college militare reale della scienza a Shrivenham nel 1955 e dopo generale ufficiale comandante del distretto di Singapore nel 1958.
Gli capitò di essere direttore dello sviluppo del combattimento nel 1960 e direttore generale dell allenamento militare nel 1961. In quest'ultimo ruolo egli fu premiato per aver riconosciuto l'importanza del Special Air Service, fino ad allora considerato "poco più di un esercito privato di cani sciolti mal addestrati".
Nel 1963 divenne General Officer Commanding del Comando nord e nel 1965 ottenne il grado di Quartermaster-General to the Forces, l'anno successivo divenne Master-General of the Ordnance, suo ultimo traguardo prima del ritiro avvenuto nel 1971.
Dal 1972 al 1977 fu Chief Royal Engineer.
Il suo titolo di Cavaliere di Gran Croce dell'Ordine del Bagno è affisso nella chiesa di san Michele di Betchworth nel Surrey.

## Opere
- Flashback: a soldier's story, Kimber, 1985, ISBN 978-0-7183-0567-3
- Send for Freddie: Story of Montgomery's Chief of Staff Major-General Sir Francis De Guingand, Kimber, 1987, ISBN 978-0-7183-0641-0
- From Churchill's secret circle to the BBC: the biography of Lieutenant General Sir Ian Jacob GBE CB DL, Elsevier, 1991, ISBN 978-0-08-037692-9